# Joseph Moretti

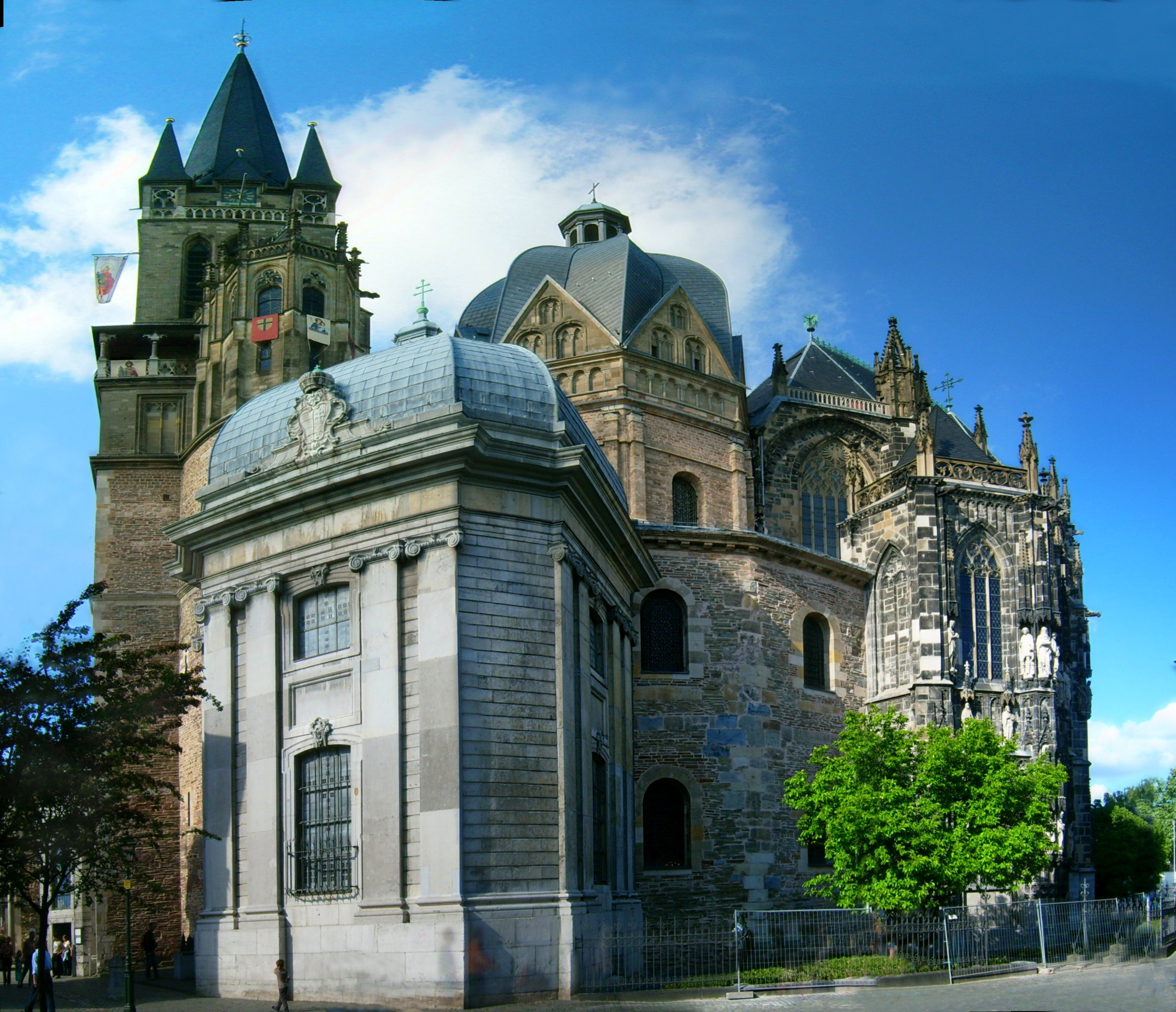
Hongaarse kapel ('Ungarnkapelle')

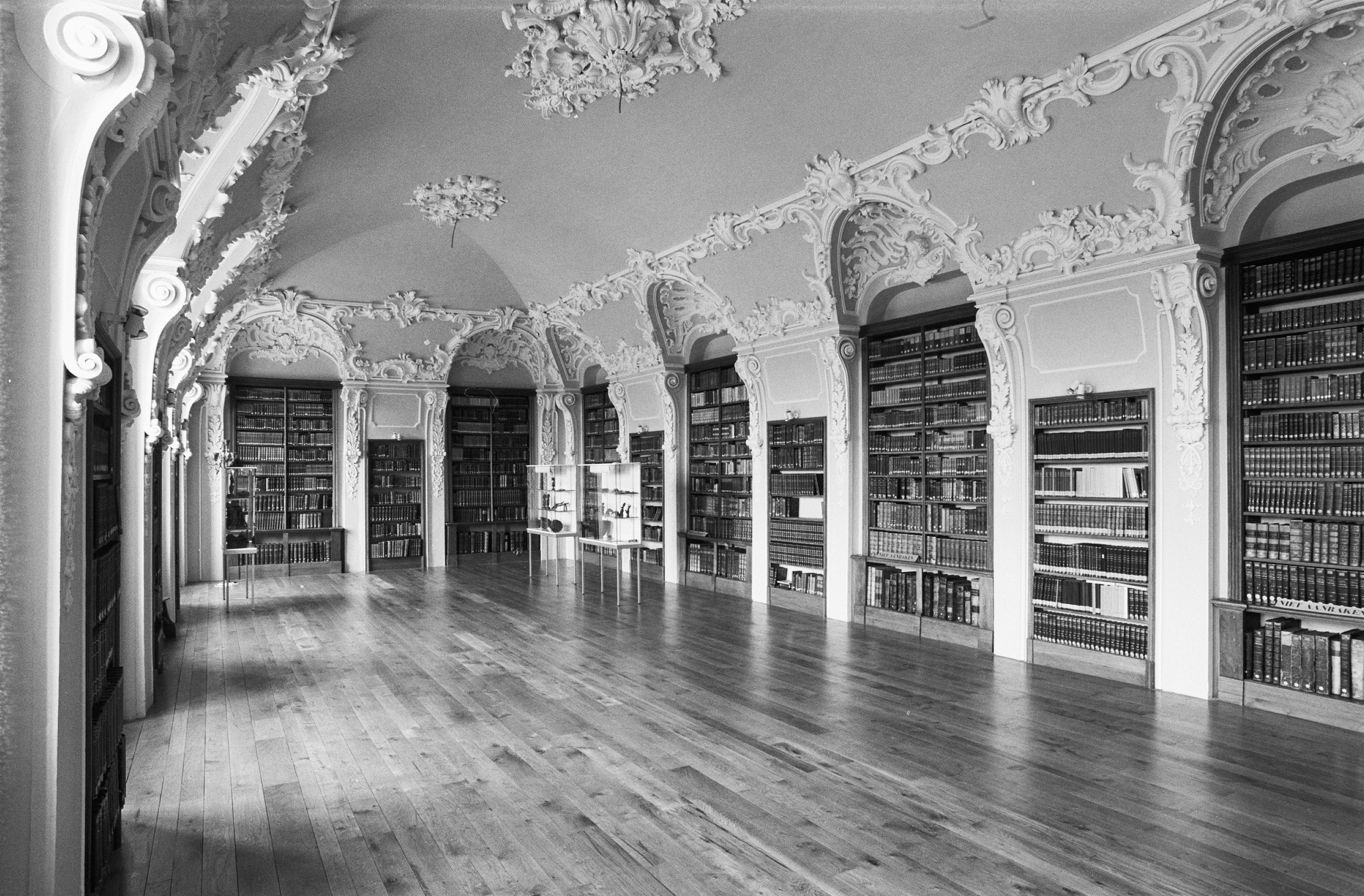
Bibliotheek Abdij Rolduc

Joseph Moretti (Riva San Vitale?, eerste helft 18e eeuw - Aken, 1 mei 1793) was een Duits architect en sierstucwerker uit de late barokperiode, die voornamelijk in de stedendriehoek Aken-Luik-Maastricht werkte. Samen met de Akense architecten Laurenz Mefferdatis en Johann Joseph en Jakob Couven, en naast de Luikenaren Jean-Gilles Jacob, Etienne Fayen, Barthélemy Digneffe en Jacques-Barthélemy Renoz, en de Maastrichtenaren François, Matheius en Mathias Soiron, kan hij gerekend worden tot de belangrijkste bouwmeesters van de 18e-eeuwse barokarchitectuur in het prinsbisdom Luik en omgeving.

## Biografische schets
Het geboortejaar en de geboorteplaats van Joseph (Giovanni?) Moretti zijn onbekend. Mogelijk was hij de zoon van de sierstucwerker Giovanni Antonio (Antoine) Moretti, die in 1761 met zijn zonen Paolo en Carlo werkte aan de kapel van het prinselijk paleis te Brussel (Paleis van Karel van Lotharingen?). De stukadoorsfamilie Moretti was oorspronkelijk afkomstig uit het dorp Riva San Vitale in het Italiaanssprekende kanton Ticino in Zwitserland. Vermoedelijk in 1738, enkele jaren na de geboorte van Paolo Antonio (Riva San Vitale, 1735 - Brussel, 1799) en Carlo Domenico (ca. 1737 - na 1789), verhuisden ze naar de Zuidelijke Nederlanden. De eerste vermelding van vader Giovanni Antonio dateert echter al uit 1726-34, toen hij met de uit hetzelfde dorp afkomstige Tomaso Vasalli aan de decoratie van het kasteel Belle Maison in Marchin werkte. Mogelijk keerde hij daarna tijdelijk terug naar Zwitserland. De broers Paolo en Carlo Moretti werkten bijna altijd samen. Ze zijn vooral te vinden in de Franstalige streek rondom Hoei, Luik, Orval en Namen (o.a. de Sint-Albanuskathedraal en het bisschoppelijk paleis, thans Provinciehuis).
Tot de belangrijkste vroege creaties van Joseph Moretti horen de rococobibliotheek van de Abdij Rolduc en de zogenaamde Hongaarse kapel (Ungarnkapelle) van de Akense Dom, in een overgangsstijl tussen Rococo en Neoclassicisme. Moretti kreeg laatstgenoemde opdracht in 1756 nadat het werk aan de kapel, door Johann Joseph Couven in 1746 ontworpen, al in 1755 was stilgelegd. In Vaals bouwde hij van 1761-1765 aan het 'Stammhaus', de woning annex textielfabriek van de lakenfabrikant Johann Arnold von Clermont, die zijn fabrieken vanuit Aken hiernaartoe verplaatste., waarna hij min of meer de vaste architect van deze van oorsprong Akense familie van textielfabrikanten zou worden. In Vaals krijgt men een goed beeld van de architect Joseph Moretti, met het Von Clermonthuis, Kasteel Vaalsbroek, het mausoleum bij kasteel Vaalsbroek, Kasteel Bloemendal en de obelisk, die de grens van de bezittingen van de Von Clermonts in Vaals markeerde.
In Aken zijn, behalve de Ungarnkapelle, maar weinig bouwwerken van zijn hand bewaard gebleven. Van de Klosterather Hof, het Akense refugiehuis van de Abdij Rolduc, is slechts de hardstenen toegangspoort overgebleven. Zijn eigen woonhuis in de Annastrasse bestaat niet meer.
Joseph Moretti stierf op 1 mei 1793 en werd in een grafkelder van de St. Foillankerk, naast de Dom van Aken, bijgezet.

## Werken
Werk van Joseph (Giovanni) Moretti bevindt zich in de Duitstalige streek rondom Aken, vooral in Vaals.
- ca. 1745: Blauwe Salon van Alden Biesen, Bilzen[9]
- 1754: Rococo-bibliotheek Abdij Rolduc, Kerkrade
- 1756: Hongaarse Kapel (Ungarnkapelle), Dom van Aken
- 1761–65: Von Clermonthuis, Vaals
- vanaf 1761: Kasteel Vaalsbroek, Vaals (verbouwing)
- 1768-71: St.-Hubertuskerk, Lontzen
- 1773–76: Kloosterkerk Eupen (deels gerealiseerd)
- 1780: St.-Stephanuskerk, Montzen
- 1786–95: Kasteel Bloemendal, Vaals
- 1786: Hof van Kloosterrade of Refugie van Rolduc, Aken (alleen poortgebouw behouden)
- 1788: Von Clermontmausoleum, Vaals
- 1790: Vaalser Obelisk

Aan Moretti toegeschreven:
- 1776: De Esch, Vaals (verbouwing)
- 1777: D'r Bau & Cereshoeve, Tentstraat, Vaals
- 1790: Huis Kirchfeld, ook Altes Kurhaus of Binterimse Huis genoemd, Koperstraat, Vaals

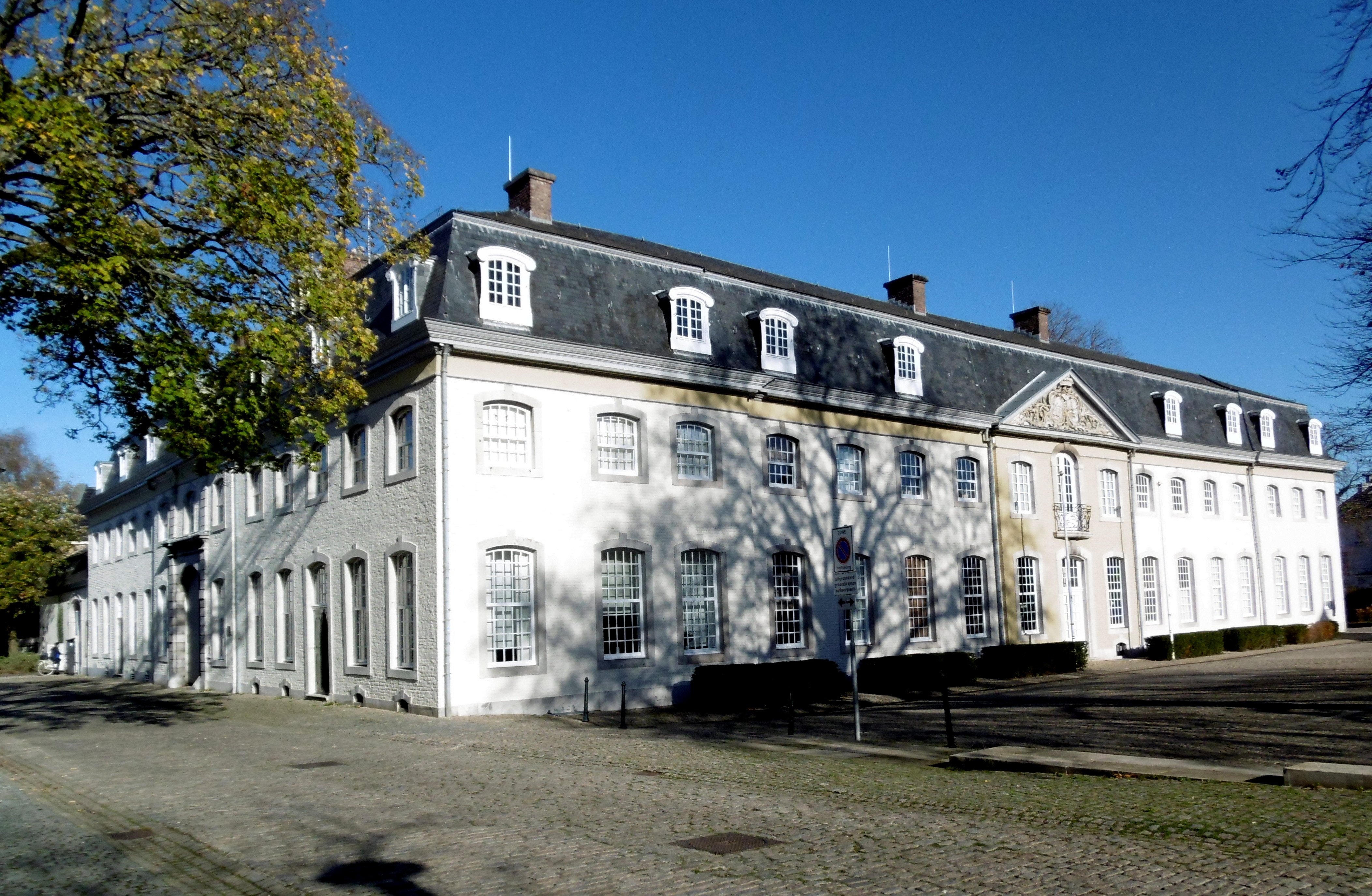
Von Clermonthuis, Vaals
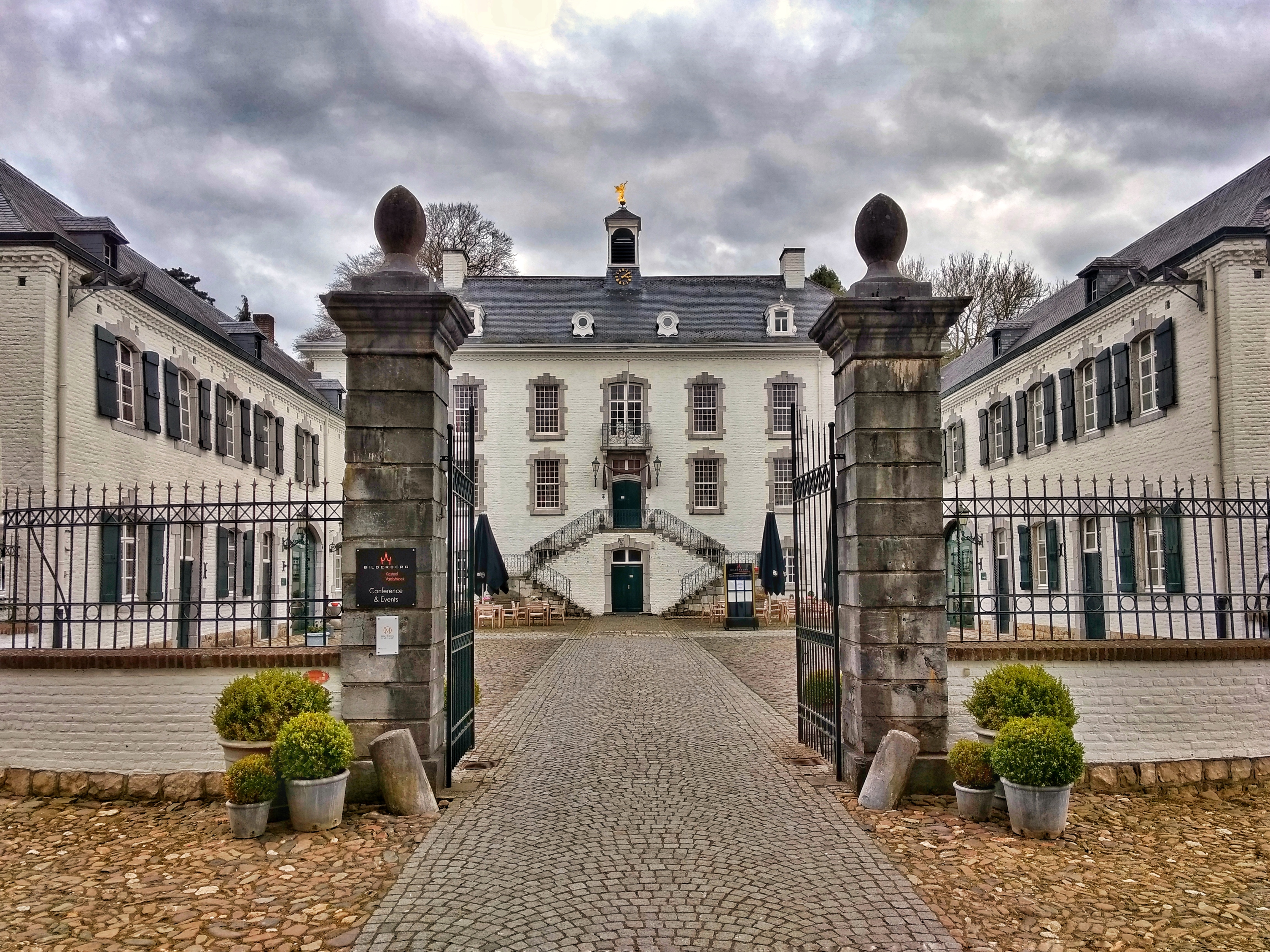
Kasteel Vaalsbroek, Vaals
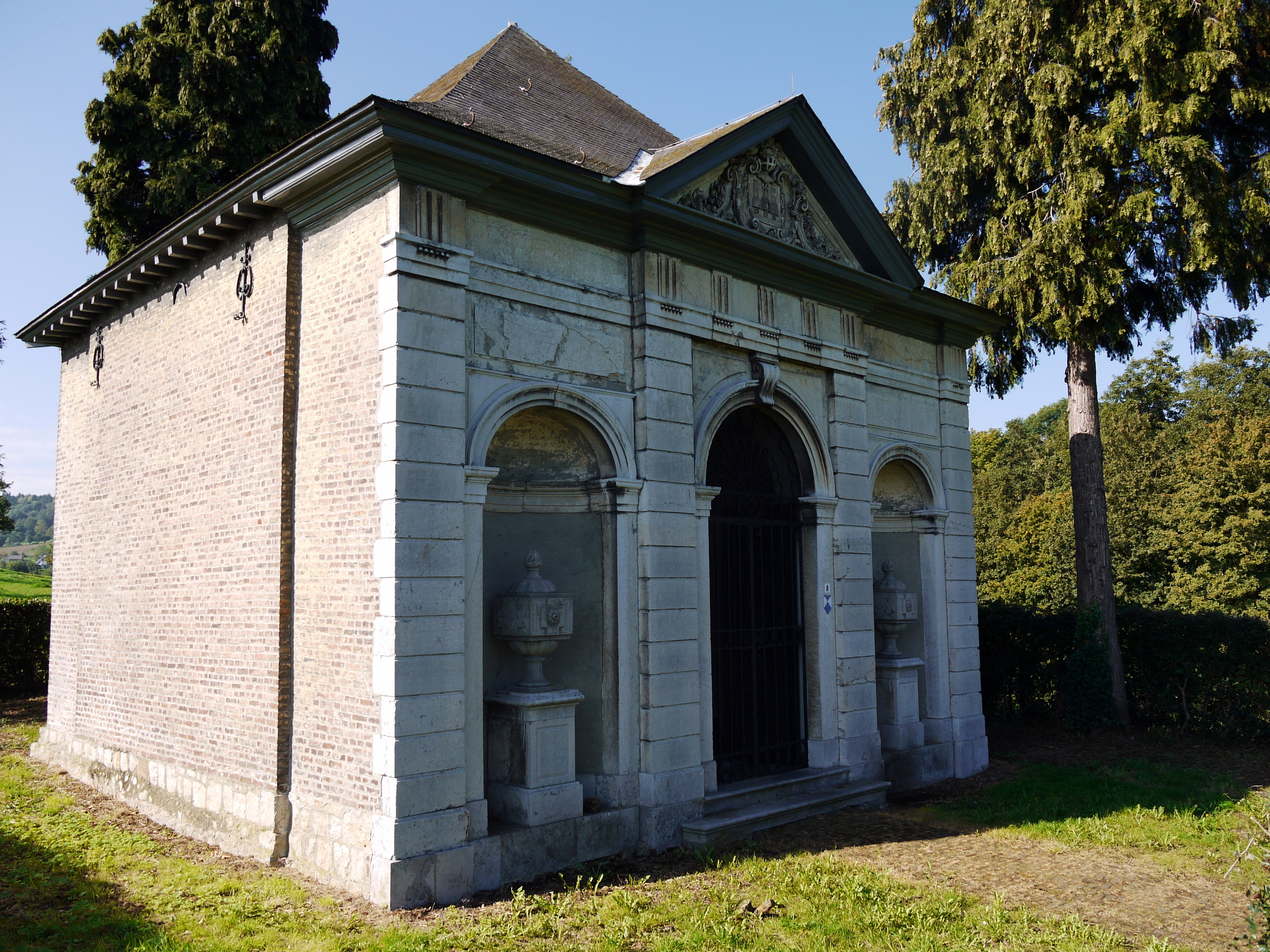
Von Clermont mausoleum, Vaals
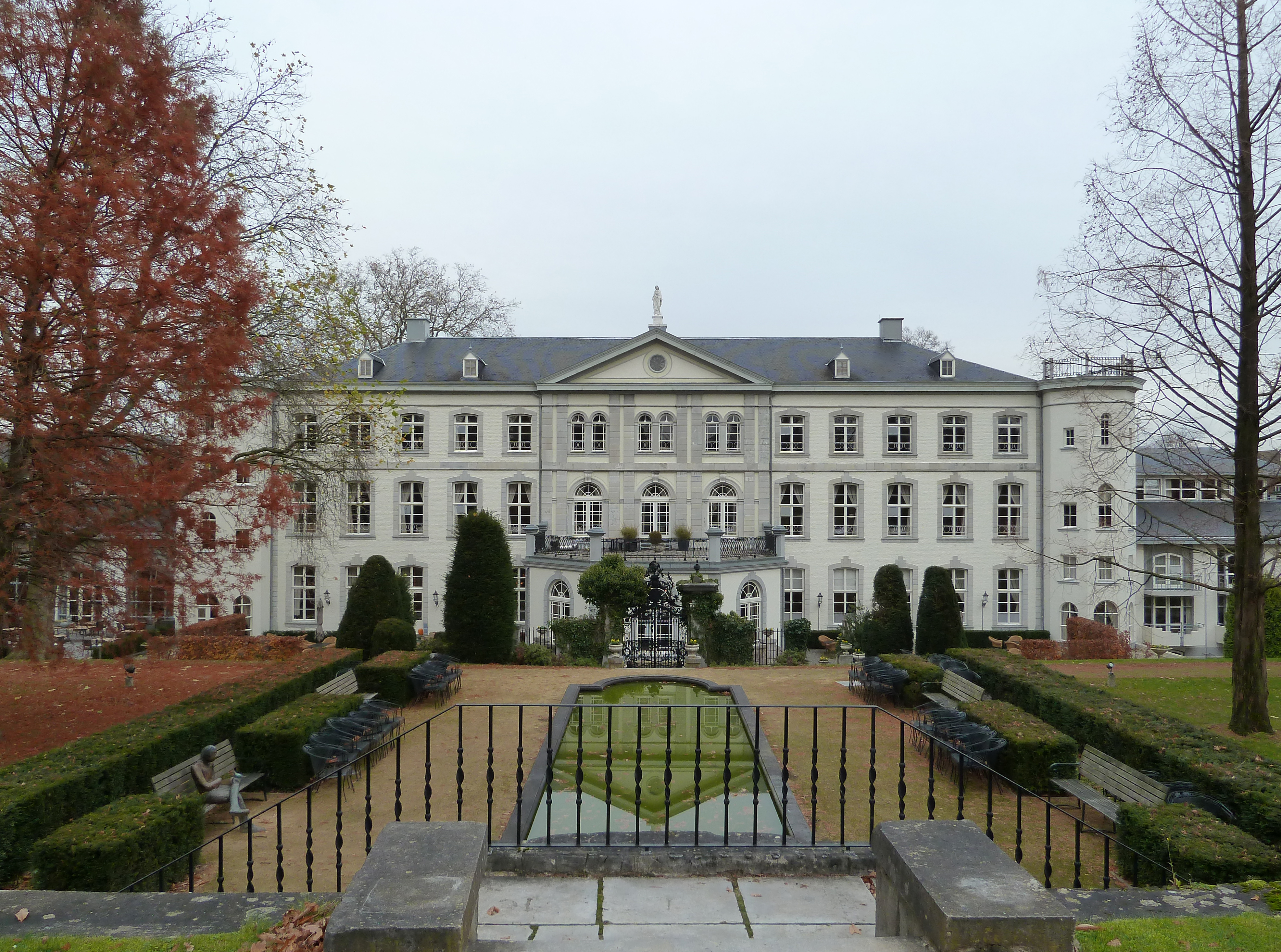
Kasteel Bloemendal, Vaals
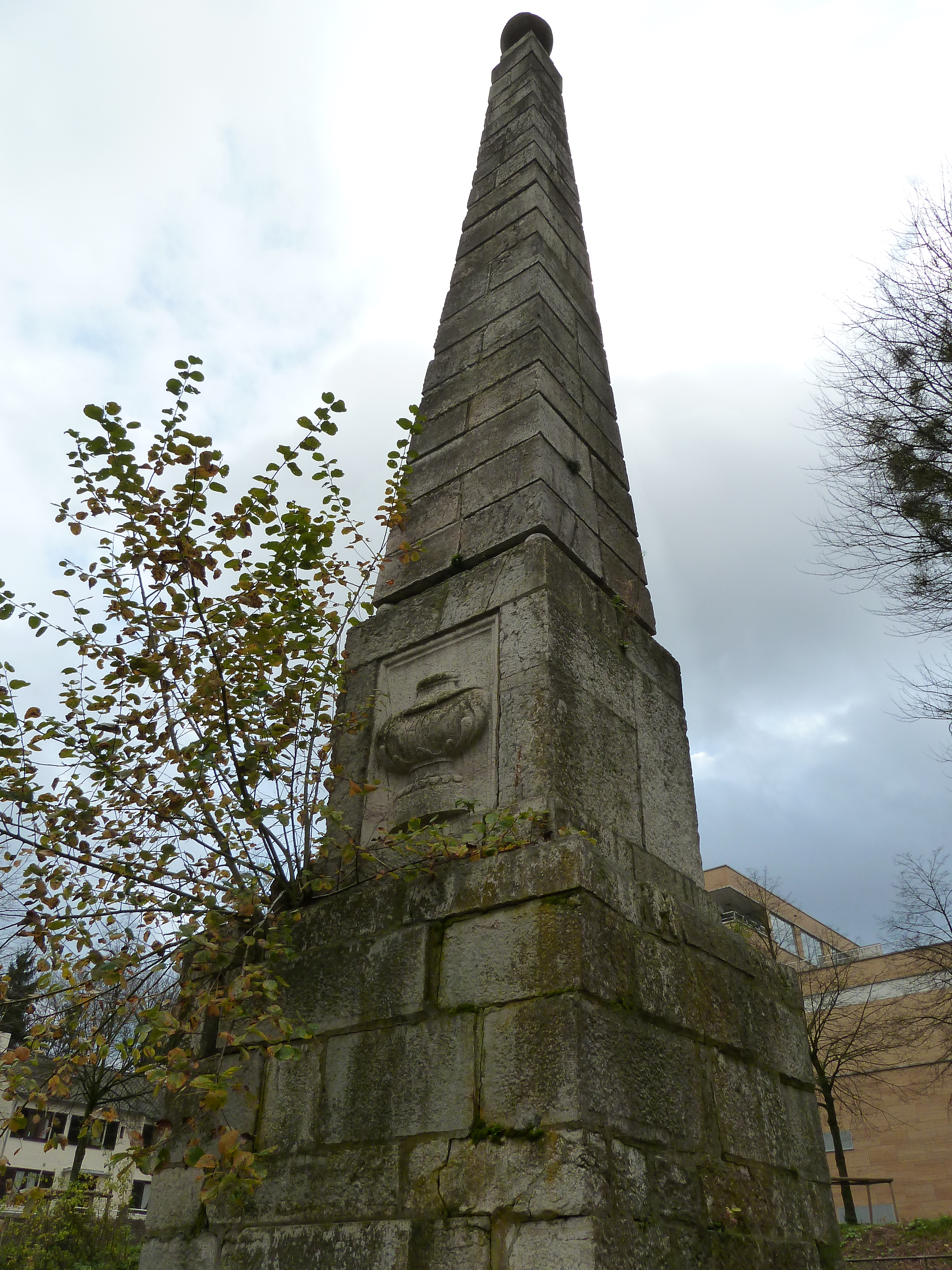
Obelisk, Vaals
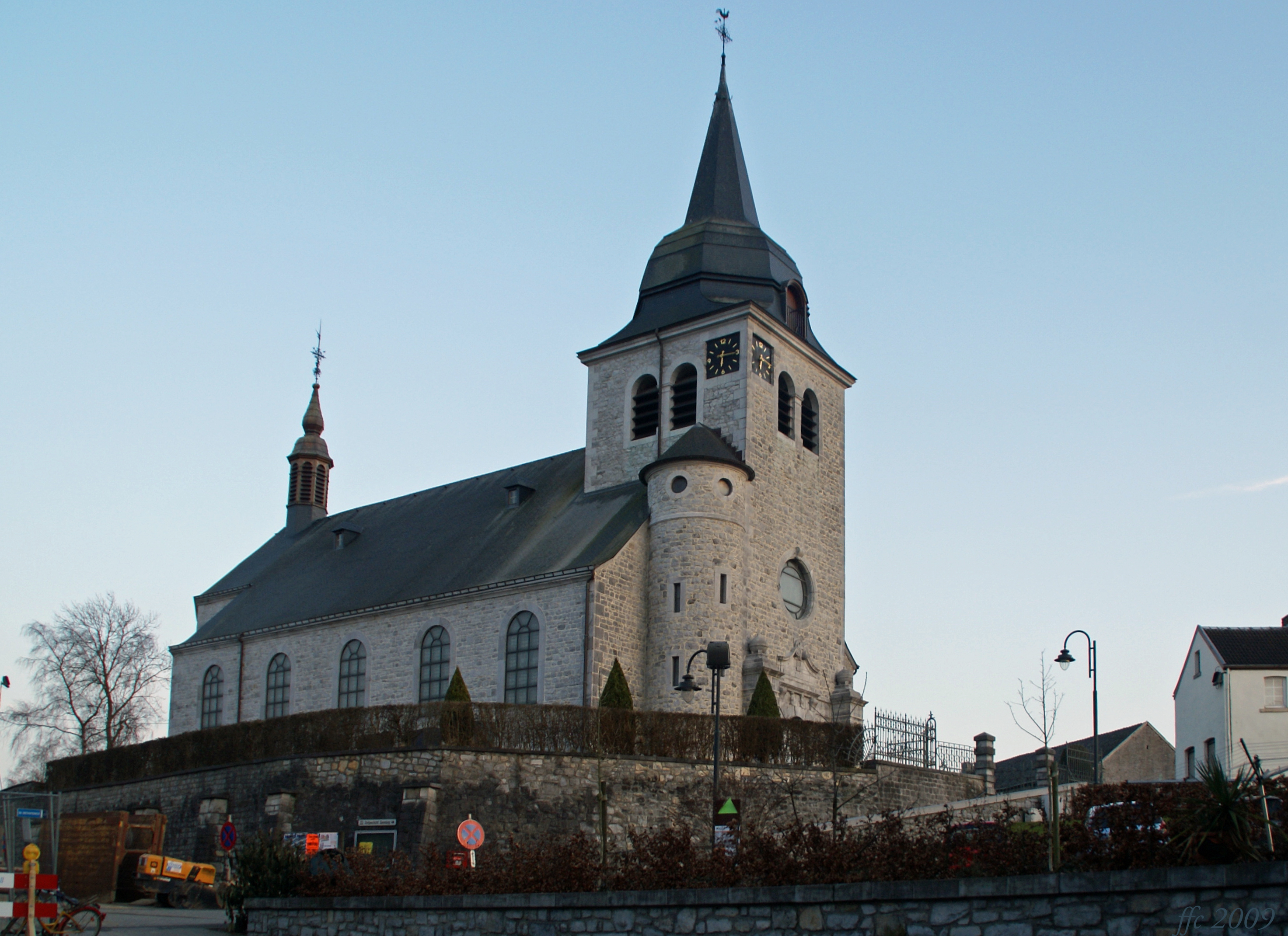
St.-Hubertuskerk, Lontzen
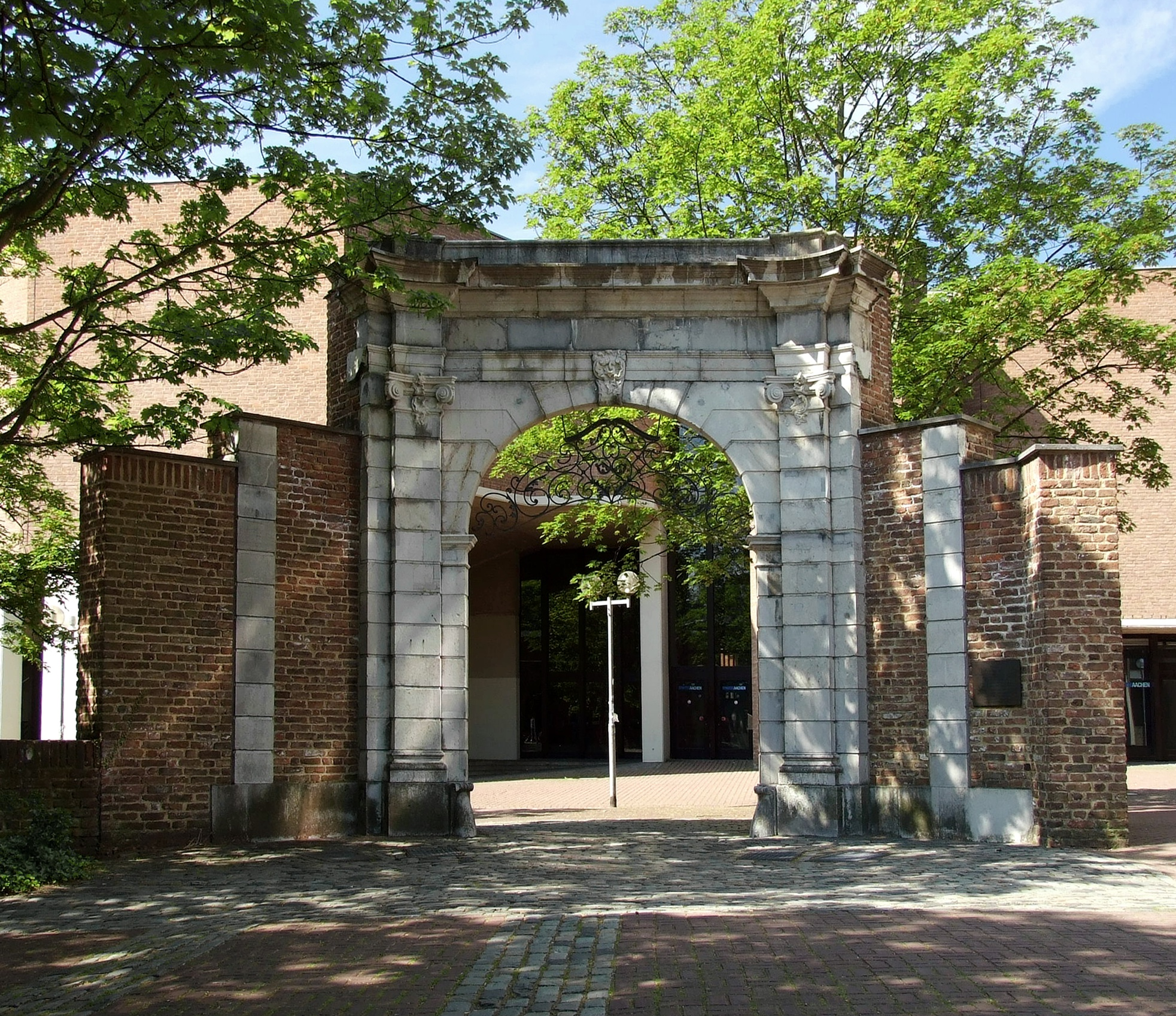
Poort Hof van Kloosterrade, Aken